# Шейчен-лінг
Будиський монастир Шейчен-лінг (тиб. ཤེས་ཆེན་གླིང, трансліт. Shechen-ling, дос. «Оселя Великого Знання») — перший і єдиний офіційно визнаний в Україні буддійським монастирь,[джерело?] який належить до тибетської гілки буддійської традиції Ваджраяна — школи Ньїнґма-па. Монастир, загальною площею близько 1 га, було засновано у 1993 році та освячено 5 травня того ж року. У 2003 році він отримав офіційну реєстрацію від Державного комітету України у справах релігій. Після початку російсько-української війни у 2014 році громада перебралася в Карпати, а згодом у 2022 році монастир був вщерть пошкоджений та розграбований.

## Філософія та вчення
Духовна практика ченців і послушників монастиря ґрунтується на вченні Будди в традиції Ваджраяна — «Алмазної колісниці», школи Ньїнґма-па, у дусі течії Рімей — «Позасектарності», де всі традиції та школи Дхарми розглядаються як різні шляхи, що ведуть до єдиної мети — Просвітління, і тому заслуговують на глибоку повагу та ретельне вивчення. Основними духовними практиками ченців Шейчен-лінгу є, залежно від рівня просування:
- Сатипаттхана — «Чотири основи розвитку уважності»
- Анапанасаті — «Розвиток уважності через спостереження за диханням»
- «Чотири основи зародження віри»
- Нгондро — «Чотири особливі основи»
- На просунутих етапах — практики циклу Дзогчен і Махамудри.

## Додаткові практики та діяльність
Окрім духовних практик, ченці монастиря займалися вивченням та виготовленням препаратів східної (тибетської та китайської) медицини, а також української народної медицини.
Як додаткові практики для підтримання фізичного здоров'я вивчаються методи тибетської медицини та традиційного тибетського бойового мистецтва — маг-цзал.